# Demon Days
Demon Days è il secondo album in studio del gruppo musicale britannico Gorillaz, pubblicato il 20 maggio 2005 dalla Parlophone.
Il disco ha debuttato alla prima posizione della Official Albums Chart, vendendo sei milioni di copie in tutto il mondo, e ha visto la partecipazione di molti artisti, tra cui De La Soul, Neneh Cherry, Martina Topley-Bird, Ike Turner, MF Doom e Dennis Hopper.

## Descrizione

### Antefatti
La principale fonte d'ispirazione per l'album è nata in conseguenza a un viaggio in treno che Damon Albarn ha compiuto da Pechino fino alla Mongolia, dove lui (insieme alla partner e alla figlia, all'epoca di sei anni) ha trascorso un'intera giornata di viaggio in cui ha potuto vedere «una parte dimenticata della Cina. Fondamentalmente c'erano alberi morti, fin dove i miei occhi riuscivano a vedere», ricorda Albarn. «Ciotole di polvere, terra smossa che rapidamente si trasformava in deserto. Ci sono piccole città-satellite nel mezzo di questi semi-deserti che sono assolutamente in ginocchio. E quel territorio era grosso come l'Europa. E poi ti svegli nella mattina con questo incubo che hai in testa e fuori vedi il cielo blu e una bellissima distesa di sabbia, che adesso sembra fantastica ma qualche milione di anni fa era stata probabilmente qualcosa di totalmente differente. E questo accadrà su di noi durante il corso della nostra vita».
Il fumettista Jamie Hewlett era entusiasta dalla prospettiva di un secondo album dei Gorillaz, affermando, "Andiamo a ripetere lo stesso processo, ma facciamolo meglio. Perché tutti pensavano che [i Gorillaz] fossero un espediente. Se lo fai ancora, non è più un espediente, e se funziona vuol dire che abbiamo dimostrato un punto. Ed immediatamente, tutti noi siamo emozionati.

### Registrazione
Demon Days è stato prodotto da Albarn insieme a Jason Cox, James Dring e Danger Mouse. Quest'ultimo in particolare ha ricordato di come ha imparato molto durante il lavoro svolto con Albarn all'album:

## Tracce
Testi e musiche di Gorillaz, eccetto dove indicato.
1. Intro – 1:03 (Gorillaz, Don Harper) – contiene elementi provenienti dal brano Dark Earth, composto da Don Harper e tratto dalla colonna sonora del film Zombi
2. Last Living Souls – 3:15
3. Kids with Guns – 3:48
4. O Green World – 4:34
5. Dirty Harry (featuring Bootie Brown) – 3:50 (Gorillaz, Romye Robinson)
6. Feel Good Inc. (featuring De La Soul) – 3:41 (Gorillaz, David Jude Jolicoeur)
7. El mañana – 3:53
8. Every Planet We Reach Is Dead – 4:55
9. November Has Come (featuring MF Doom) – 2:45 (Gorillaz, Daniel Dumile)
10. All Alone (featuring Roots Manuva) – 3:33 (Gorillaz, Rodney Smith, Simon Tong)
11. White Light – 2:13
12. Dare (featuring Shaun Ryder) – 4:06
13. Fire Coming Out of the Monkey's Head – 3:19
14. Don't Get Lost in Heaven – 2:11
15. Demon Days – 4:28

## Formazione
Virtuale
- 2D – voce, tastiera, pianoforte
- Murdoc Nicalls – basso
- Noodle – voce, chitarra, tastiera
- Russel Hobbs – batteria, percussioni

Reale
- Damon Albarn – voce, tastiera, chitarra acustica, sintetizzatore, melodica
- Morgan Nicholls – basso
- Chris Frangou – basso
- Cass Browne – batteria
- Simon Tong – chitarra aggiuntiva (tracce 2, 4, 6–7 e 10)
- Sally Jackson – violino (tracce 2, 5, 7–8, 10 e 15)
- Prabjote Osahn – violino in (tracce 2, 5, 8, 10 e 15)
- Antonia Pagulatos – violino in El Mañana
- Amanda Drummond e Stella Page – viola (tracce 2, 5, 7–8, 10 e 15)
- Isabelle Dunn – violoncello (tracce 2, 5, 7–8, 10 e 15)
- Al Mobbs e Emma Smith – contrabbasso (tracce 2, 5, 7–8, 10 e 15)
- Neneh Cherry – voce aggiuntiva in Kids with Guns
- San Fermandez Youth Chorus – cori in Dirty Harry
- Ike Turner – assolo di pianoforte in Every Planet We Reach Is Dead
- Rosie Wilson – voce in Dare
- Martina Topley-Bird – voce aggiuntiva in All Alone
- Dennis Hopper – voce parlata in Fire Coming Out of the Monkey's Head
- London Community Gospel Choir – cori in Don't Get Lost in Heaven e in Demon Days

## Classifiche
| Classifica (2005-21) | Posizione massima |
| -------------------- | ----------------- |
| Australia            | 2                 |
| Austria              | 3                 |
| Belgio (Fiandre)     | 4                 |
| Belgio (Vallonia)    | 2                 |
| Danimarca            | 3                 |
| Finlandia            | 10                |
| Francia              | 1                 |
| Germania             | 2                 |
| Grecia               | 25                |
| Italia               | 5                 |
| Norvegia             | 7                 |
| Nuova Zelanda        | 3                 |
| Paesi Bassi          | 15                |
| Portogallo           | 5                 |
| Regno Unito          | 1                 |
| Spagna               | 22                |
| Svezia               | 25                |
| Svizzera             | 1                 |